# Chương Thiện
Chương Thiện is een voormalige provincie in de Mekong-delta. De provincie is in 1961 ontstaan, toen de regering van Zuid-Vietnam besloot de provincie op te richten. De provincie werd afgescheiden van de provincies Ba Xuyên, Kiên Giang en Phong Dinh. De oppervlakte van de provincie was 2.292 km².
In 1975 is de provincie opgeheven en is opgegaan in de provincie Hậu Giang.